# پرچم پاپوآ گینه نو
پرچم پاپوآ گینه نو برای اولین بار در ۱ ژوئیه ۱۹۷۱ به رسمیت شناخته شد.به عنوان پرچم ملی و نشان غیر نظامی و نشان استان شناخته می‌شود و همچنین دارای تناسب ۳:۴ می‌باشد.